# C2 regulatorna sekvenca
C2 je regulatorna sekvenca za insulinski gen.